# Musée des familles
Le Musée des familles, sous-titré Lectures du soir, est l'un des tout premiers périodiques illustrés à bas prix du XIXe siècle à voir le jour en France. Son fondateur, Émile de Girardin, souhaitait en faire avant tout un « Louvre populaire », accessible aux familles modestes peu cultivées, plus attirées par les images que par les textes. C'est ainsi que le journal, qui a paru d'octobre 1833 à juin 1900, a publié, toujours de manière illustrée, d'innombrables articles étonnamment variés, ainsi que les premières versions de romans célèbres sous forme de feuilletons. Le périodique n'a que très rarement abordé les faits de société ou la politique contemporaine.  Par contre, la religion (catholique), sans être surabondante, a transparu continûment au fil des articles, des pages et des recueils annuels du journal.
Le Musée des familles a publié à travers des nouvelles, des romans-feuilletons, des récits de voyages réels ou fictifs, un nombre considérable d'auteurs célèbres. On pourra citer Honoré de Balzac, Alexandre Dumas, Paul Féval, Théophile Gautier, Eugène Sue, Victor Hugo, Jules Verne, et bien d'autres encore. Il a aussi exploité le talent d'illustrateurs célèbres tels Paul Gavarni, Grandville, Tony Johannot, Honoré Daumier, etc.

## Histoire

### Les débuts: 1833-1836
Le 13 septembre 1833, Émile de Girardin s'associe à Auguste Cleemann et Laurent-Joseph Boutmy (1806-1849) pour fonder une société à commandites dont l'objet est la publication d'un journal mensuel, titré Musée des Familles, imité des Penny Magazines anglais. Pour démarrer l'affaire, les trois actionnaires rachètent d'abord Le Père de famille, un journal qui compte 12 000 abonnés à qui ils vont proposer le Musée des familles en remplacement de leur ancienne revue. Le premier fascicule hebdomadaire de huit pages paraît le 3 octobre 1833 et le premier mensuel de trente-deux pages le 31 octobre. Le journal n'est vendu que sous forme de souscriptions mensuelles ou annuelles. L'abonnement annuel, fixé à cinq francs, fait que le fascicule hebdomadaire revient à 10 centimes, ce qui vaut au Musée des familles le qualificatif de « journal à deux sous. »
Le 21 avril 1834, le directoire du journal nomme Samuel-Henry Berthoud rédacteur en chef. Grâce à lui les tirages augmentent et atteignent 52 000 en fin d'année. Afin d'améliorer encore ses tirages, le journal absorbe le 4 juillet 1836 La Mosaïque, une revue réputée pour la qualité de ses illustrations.

### Jeunesse: 1837-1842
Malheureusement en 1837, le journal accuse sa première baisse de régime, avec des résultats financiers peu encourageants. Aussi Auguste Desrez, lui-même actionnaire et « directeur du matériel » du journal, propose à Émile de Girardin et ses acolytes de leur racheter le journal 60 000 francs. L'affaire est conclue et une nouvelle société à commandites, au même nom, voit le jour le 1er février 1838. Malgré diverses initiatives, la santé du journal reste précaire et, en 1840, il est à nouveau mis en vente. En 1842, il est même interdit de publication et mis à nouveau en vente. Les nouveaux propriétaires du journal congédient alors Samuel-Henry Berthoud et nomment Pitre-Chevalier (1812-1863) à la direction éditoriale.

### Acmé: 1843-1882
Pitre-Chevalier prend très à cœur sa nouvelle tâche et fait rapidement sien le journal. Il le réorganise, lui donne un meilleur aspect, et multiplie les nouvelles chroniques. Pourtant, après les évènements de 1848, le journal est à nouveau mis en vente. Ferdinand Wallut (1792-1885), Louis-Édouard Bougy et Pitre-Chevalier s'associent alors pour racheter le journal 70 000 francs. Pitre-Chevalier, qui reste à la direction éditoriale, est secondé par Louis-Édouard Bougy, tandis que Ferdinand Wallut introduit son fils, Charles Wallut, à la rédaction journal. Dès lors, le périodique gagne en popularité. Il tire encore à 30 000 exemplaires en 1855 et atteint son acmé vers 1860. Connu et reconnu, il finit même par être adopté par le ministère de l'Instruction publique. Si Pitre-Chevalier fait souvent appel à des rédacteurs réputés, il n'hésite pas à recourir aussi parfois à de jeunes plumes prometteuses comme Jules Verne qu'il publie à partir de 1851.
Après la mort de son épouse en 1859, la santé de Pitre-Chevalier se détériore : il meurt prématurément le 15 juin 1863 à Paris alors que le Musée des familles est en pleine prospérité. Aussi, Charles Wallut et Louis-Édouard Bougy n'hésitent pas à racheter la société à leur nom pour 100 000 francs, et à poursuivre la publication du journal.

### Déclin: 1882-1900
En début d'année 1882, Charles Wallut abandonne son poste de directeur et revend le journal à Charles Delagrave (1842-1934). En effet, l'éditeur cherchait à la même époque à diversifier ses publications et à atteindre davantage les classes populaires, avides de revues instructives et récréatives. Il confie la direction éditoriale du Musée des familles à Eugène Muller (1826-1913) qui était déjà, et de longue date, un collaborateur aguerri et apprécié du Musée. Fin 1882, Delagrave, qui juge le journal peu rentable, décide de doubler le tarif de l'abonnement annuel en contrepartie d'une publication à présent bimensuelle. De même en 1892, l'éditeur décide de mettre sur le marché, en plus du journal originel, un nouveau Musée des familles en édition populaire hebdomadaire à prix modique. Mais l’expérience échoue et le Musée primitif finit par avoir raison de son ersatz populaire en décembre 1897. Peu à peu, les ventes déclinent et, en janvier 1900, Charles Delagrave se voit contraint de réduire de moitié le tarif de l'abonnement annuel et donc de revenir à la publication mensuelle d'antan. Cette initiative n'est toutefois pas suffisante pour sauver le journal qui cesse de paraître définitivement au second semestre 1900.

## Contributeurs célèbres

### Honoré de Balzac
- La Vie de château : volume 1 (1833-1834), février 1834, pp. 60-61
- Les Méchancetés d'un saint : volume 9 (1841-1842), septembre 1842, pp. 353-361
- Madame de la Chanterie : volume 10 (1842-1843), septembre 1843, pp. 361-369 et volume 12 (1844-1845), octobre 1844, pp. 1-8, novembre 1844, pp. 33-39

### Alexandre Dumas
- Moïse ; Homère  : volume 1 (1833-1834), mars 1834, pp. 165 167, sous la rubrique "Géographie antique"
- Hérodote : volume 1 (1833-1834), mai 1834, pp. 141-142, sous la rubrique "Géographie antique/seconde partie"
- Les Mystères : volume 4 (1833-1834), mars 1837, pp. 161-166, sous la rubrique "Études littéraires"[19]
- Frédérik Lemaitre (biographie) : volume 8 (1840-1841), février 1841, pp. 157-160, sous la rubrique " Mercure de France (du 15 janvier au 15 février)"
- Les Merveilleuses Aventures du Comte Lyderic : volume 8 (1840-1841), septembre 1841, pp. 373-377 ; volume 9 (1841-1842), octobre 1841, pp. 1-14 et novembre 1841 pp. 33-44
- Les Aventures d'une colonne' : volume 10 (1842-1843), novembre 1842, pp. 33-36, sous la rubrique "Impressions de voyage"
- La Bataille de Friedland : tome 11 - deuxième série (1843-1844), mars 1834, pp. 169-174 et avril 1834, pp. 196-200
- Le Pérugin : tome 11 - deuxième série (1843-1844), août 1844, pp. 321-324
- Quentin Metzis : tome 2 - deuxième série (1844-1845), octobre 1844, pp. 23-26
- Les Peintres célèbres. Apelles : tome 3 - deuxième série (1845-1846), novembre 1845, pp. 33-37
- Les Peintres célèbres :  CImabué ; Giotto : tome 3 - deuxième série (1845-1846), janvier 1846, pp. 112-116
- Les Peintres célèbres sous titré "André Orgagna. - Spinello. - Dello. - Paul Ucello." : tome 4 - deuxième série (1846-1847), septembre 1847, pp. 373-376
- Les Peintres célèbres : Michel-Ange : tome 5 - deuxième série (1847-1848), octobre 1847, pp. 1-8
- Les Souffrances de Michel-Ange : tome 7 - deuxième série (1849-1850), octobre 1849, pp. 18-22 et novembre 1849, pp. 57-60, sous la rubrique "L'art et les artistes italiens"
- Les Récompenses de Michel-Ange : tome 8 - deuxième série (1850-1851), octobre 1850, pp. 6-7, avec le sous titre "Une lettre de François Ier"

### Paul Féval
- Études sociales : Les Ouvriers de Londres : tome 5 - deuxième série (1847-1848), juillet 1848, pp. 313-320 ; août 1848, pp. 343-350 ; septembre 1848, pp. 374-378
- Le Chevalier Ténèbre : tome 27 (1859-1860), avril 1860, pp. 193-208, 211-215, 227-240, 243-246
- La Garde noire : Soirée chez la Marquise : tome 28 (1860-1861) ; mai 1861, pp. 225-238, juin 1861, pp. 257-270, juillet 1861, pp. 305-319
- Le Poisson d'or : Soirée chez la Marquis : tome 29 (1861-1862) ; 178-190, mars 1862, pp. 202-216, avril 1862, pp. 218-221, mai 1862, pp. 233-248 et 250-254
- La Reine Margot et le Mousquetaire : tome 30 (1862-1863) ; octobre 1862, pp. 19-28, novembre 1862, pp. 52-60
- La Légende du fil de la Vierge : tome 31 (1863-1864), octobre 1863, pp. 17-19
- Le Juif-Errant, conte pour les grands enfants : tome 31 (1863-1864), juin 1864, pp. 257-274 juillet 1864, pp. 305-317 août 1864, pp. 321-331

### Théophile Gautier
- Le Chevalier double : volume 7 (1839-1840), juillet 1840, pp. 289-293, sous la rubrique "Contes étrangers"
- Le Pied de momie : volume 7 (1840-1841), septembre 1840, pp. 367-372, sous la rubrique "Contes étrangers"
- Saint Christophe d'Écija (poésie) : volume 8 (1840-1841), septembre 1840, p. 211, sous la rubrique "Études poétiques"
- Hoffmann : volume 8 (1840-1841), janvier 1841, pp. 118-119, sous la rubrique "Études littéraires"
- Notre Dame de Tolède : volume 8 (1840-1841), juin 1841, pp. 282-283, sous la rubrique "Études poétiques"
- Deus Acteurs pour un rôle : volume 8 (1840-1841), juillet 1841, pp. 296-300, sous la rubrique "Fantaisies littéraires"
- Sur un album : volume 9 (1841-1842), octobre 1841, p. 24, sous la rubrique "Études poétiques"
- M. Eugène Sue : volume 9 (1841-1842), juin 1842, pp. 282-284, sous la rubrique " Mercure de France (du 15 mai au 15 juin)/Études littéraires"
- M. Eugène Sue (deuxième article) : volume 9 (1841-1842), juillet 1842, pp. 319-320 sous la rubrique " Mercure de France (du 15 juin au 15 juillet)/Des Contemporains"
- La Mille et deuxième nuit : volume 9 (1841-1842), août 1842, pp. 321-330
- La Tauromachie : volume 10 (1842-1843), août 1842, pp. 341-348
- Le Berger : tome 11 - deuxième série (1843-1844), mai 1844, pp. 225-232
- Exposition de l'Industrie de 1844 : tome 11 - deuxième série (1843-1844), mai 1844, pp. 252-254 et juillet 1844, pp. 314-320[20]
- L'Oreiller d'une jeune fille : tome 2 - deuxième série (1844-1845), juin 1844, pp. 257-260
- Le Pavillon sur l'eau : tome 3 - deuxième série (1845-1846), septembre 1846, pp. 353-358, avec le sous-titre "Nouvelle chinoise"
- Voyage en Espagne avec le sous titre "10 octobre 1846"  : tome 4 - deuxième série (1846-1847), décembre 1846, pp. 86-93, et janvier 1847, pp. 97-108

### Victor Hugo
- Que la musique date du seizième siècle : volume 7 (1847-1848), pp. 286-288, avec une introduction de Samuel-Henry Berthoud
- Friburg en Brisgaw : la cataracte du Rhin : tome 2 - deuxième série (1844-1845), avril 1845,  pp. 218-221

### Alphonse de Lamartine
- La Charité (conte arabe) : tome 5 - deuxième série (1847-1848), février 1848,  p. 142, sous la rubrique "Poésies"
- Lamartine et lady Stanhope : tome 5 - deuxième série (1847-1848), juin  1848, pp. 285-288, sous la rubrique "Revue du mois"
- Une Confidence de M. de Lamartine : tome 6 - deuxième série (1848-1849), septembre 1849, pp. 374-375[21]
- Le Grillon : tome 7 - deuxième série (1849-1850), février 1850, p. 156, sous la rubrique "Journal du mois/revue des lettres et des arts"[22]
- Le Dernier Coup de fusil : tome 23 (1855-1856), septembre 1856,  pp. 357-359, sous titré "Souvenir de chasse"
- Préface générale des œuvres complètes de M. de Lamartine : tome 27 (1859-1860), juin 1860,  pp. 283-284
- Le Commentaire de Girondin : tome 28 (1860-1861), août 1861,  pp. 346-349, sous titré "Pages inédites de M. de Lamartine"
- J.J Rousseau : tome 28 (1860-1861), septembre 1861,  pp. 354-355, sous la rubrique "Études biographiques et littéraires"

### Eugène Sue
- L'Hôtel Colbert : volume 3, janvier 1836, pp. 110-116. Une note du journal précise qu'il s'agit d'un « fragment de l'Histoire de la Marine que publie en ce moment M. Eugène Sue. »

### Jules Verne
Jules Verne a signé explicitement onze textes pour le Musée des familles, mais il n'est pas impossible que d'autres écrits du journal, anonymes ou signés d'un pseudonyme, lui soient attribuables.
- Les Premiers navires de la marine mexicaine : tome 8 - seconde série (1850-1851), juillet 1851, pp. 304-312
- Un Voyage en ballon : tome 8 - seconde série (1850-1851), août 1851, pp. 329-336
- Les Châteaux en Californie, ou Pierre qui roule n'amasse pas mousse : tome 9 - seconde série (1851-1852), juin 1852, pp. 257-271. Cosigné avec Pitre-Chevalier
- Martin Paz, nouvelle historique : tome 9 - seconde série (1851-1852), juillet 1852, pp 301-313 et août 1852 pp. 321-335
- Maître Zacharius ou l'Horloger qui avait perdu son âme : tome 21 (1853-1854), avril 1854 pp. 193-200, mai 1854 pp. 225-231
- Un Hivernage dans les glaces : tome 22 (1854-1855), mars 1855 pp.161-172, avril 1855 pp.209-220
- À propos du Géant : tome 31 (1863-1864), décembre 1863 pp. 92-93
- Edgard Poe et ses œuvres : tome 31 (1863-1864), avril 1864 pp. 193-208
- Le Comte de Chanteleine - Épisode de la révolution : tome 32 (1864-1865), octobre 1864 pp. 1-15, novembre 1864 pp. 37-51, décembre 1864 pp. 73-85
- Les Forceurs de blocus : tome 33 (1865-1866), octobre 1865 pp. 17-27, novembre 1865 pp. 35-47
- Une fantaisie du docteur Ox : tome 39 (1872), mars 1872 pp. 65-74, avril 1872 pp. 99-107, mai 1872, pp. 133-141

## Sources
- Bacot, Jean-Pierre, La Presse illustrée au XIXe siècle. Une histoire oubliée, Pulim (2005)
- Besson de Petit de Baroncourt, Physionomie de la presse, ou Catalogue complet des nouveaux journaux (1844)
- Bonaffé, Pierre, Pitre-Chevalier, Leroux (1905)
- Larousse, Nouveau dictionnaire illustré, 7 volumes (1874 et 1905)
- Mongin, Jean-Louis, Jules Verne et le Musée des familles, Encrage (2013)
- Vapereau,Dictionnaire universel des contemporains, Hachette (1865)
- Wismes, Gaétan de, Pitre-Chevaliet 1812-1863 : sa vie et ses œuvres. Son centenaire, Brioché et Dantais (1913)
- Journal des débats politiques et littéraires (1814-1944)
- La Presse (1836-1952)
- Musée des Familles (1833-1900) : volumes annuels ou semestriels n° 1 à 84, ainsi que les chemises des livraisons des fascicules mensuels